# Nzinga de Ndongo și Matamba
Regina Anna Nzinga (c. 1583 - d. 17 decembrie 1663), cunoscută și ca Ana de Sousa Nzinga Mbande, a fost o regină a regatelor Ndongo și Matamba, aparținând populației Mbundu, din regiunea Angolei de astăzi.
Apariția ei pe scena politică datează în 1622, când fratele acesteia, Ngola Mbande, o trimite ca emisar la o conferință de pace la care a participat și guverantorul portughez João Correia de Sousa.
De fapt, obiectivul lui Ngola Mbande consta în expulzarea portughezilor din fortăreața Ambaca și eliberarea unor prizonieri.
Tratatul de pace este încheiat, iar Nzinga se convertește la creștinism, adoptând numele Dona Ana de Sousa.
Nemulțumit de modul cum este încheiată pacea, Ngola Mbande se sinucide, iar Nzinga este nevoită să asigure regența nepotului Kaza, iar în 1626 preia titlul de Regină a Ndongo.
În 1641, Țările de Jos, susținute de Regatul Congo, iau în stăpânire Luanda.
Regina Nzinga încheie o alianță cu aceștia împotriva Portugaliei.
Au loc o serie de războaie și în cele din urmă, epuizată de atâtea lupte, în 1657 încheie pacea cu portughezii.
A rămas în istorie prin abilitățile sale politice și diplomatice și prin strălucita sa tactică militară.
Este considerată una dintre femeile africane cu influență deosebită asupra istoriei.